# Frédéric Lemoine (gymnastique)
Cet article concerne un gymnaste artistique français. Pour l'homme d'affaires français, voir Frédéric Lemoine.
Pour les articles homonymes, voir Lemoine.
Frédéric Lemoine, né le 13 mars 1970 à Pantin, est un gymnaste artistique français.
Il est sacré champion de France du concours général de gymnastique artistique en 1994.
Il participe aux épreuves de gymnastique aux Jeux olympiques d'été de 1996 à Atlanta, terminant 11e du concours général par équipe.